# Alfa Romeo Giulietta (2010)
Alfa Romeo Giulietta — компактный хетчбэк, выпускаемый с 2010 года итальянской компанией Alfa Romeo, которая входит в состав Fiat Group. С декабря 2020 года была снята с производства

## История
Alfa Romeo Giulietta была создана как старшая модель Alfa Romeo MiTo и продолжила стилистику Alfa Romeo 8C Competizione. Официальная премьера состоялась в 2010 году на 80-м Международном Автошоу в Женеве.
Старт продаж начался в мае 2010 года с расчётом выхода на все крупнейшие рынки Европы. Модель была приурочена к столетию марки Alfa Romeo.
Первое рабочее название модели было «149», но в связи с выпуском модели Alfa Romeo MiTo было принято решение переименовать в Milano, как продолжение идеологической цепочки. Однако во избежание скандалов и протестов в связи с окончательным переездом штаб-квартиры Alfa Romeo из Милана в Турин, за которым последовало увольнение сотрудников, было принято решение отказаться от этой версии и возродить название Giulietta.
Первое появление модели Giulietta произошло в 1954 году на автосалоне в Турине, а производство длилось с 1954 по 1965 год. Первыми были выпущены автомобили с кузовом купе под названием Giulietta Sprint. Весной 1955 года в продажу поступили седаны Giulietta Berlina, а осенью того же года — кабриолеты Giulietta Spider. В 1957 году была представлена эксклюзивная версия, названная Giulietta TI (Turismo Internazionale), с незначительными косметическими изменениями во внешности автомобиля. Аббревиатура TI используется компанией для серийных автомобилей с модифицированными деталями кузова, например в Alfa Romeo 159.
Следующее производство Giulietta началось в 1977 году и длилось до 1985 года. Модель выпускалась только в кузове седан и была более известна как Giulietta Nuova. За годы производства модель неоднократно дорабатывалась и модифицировалась, а основные дизайнерские идеи и линии впоследствии были реализованы в Alfa Romeo 75.

## Архитектура

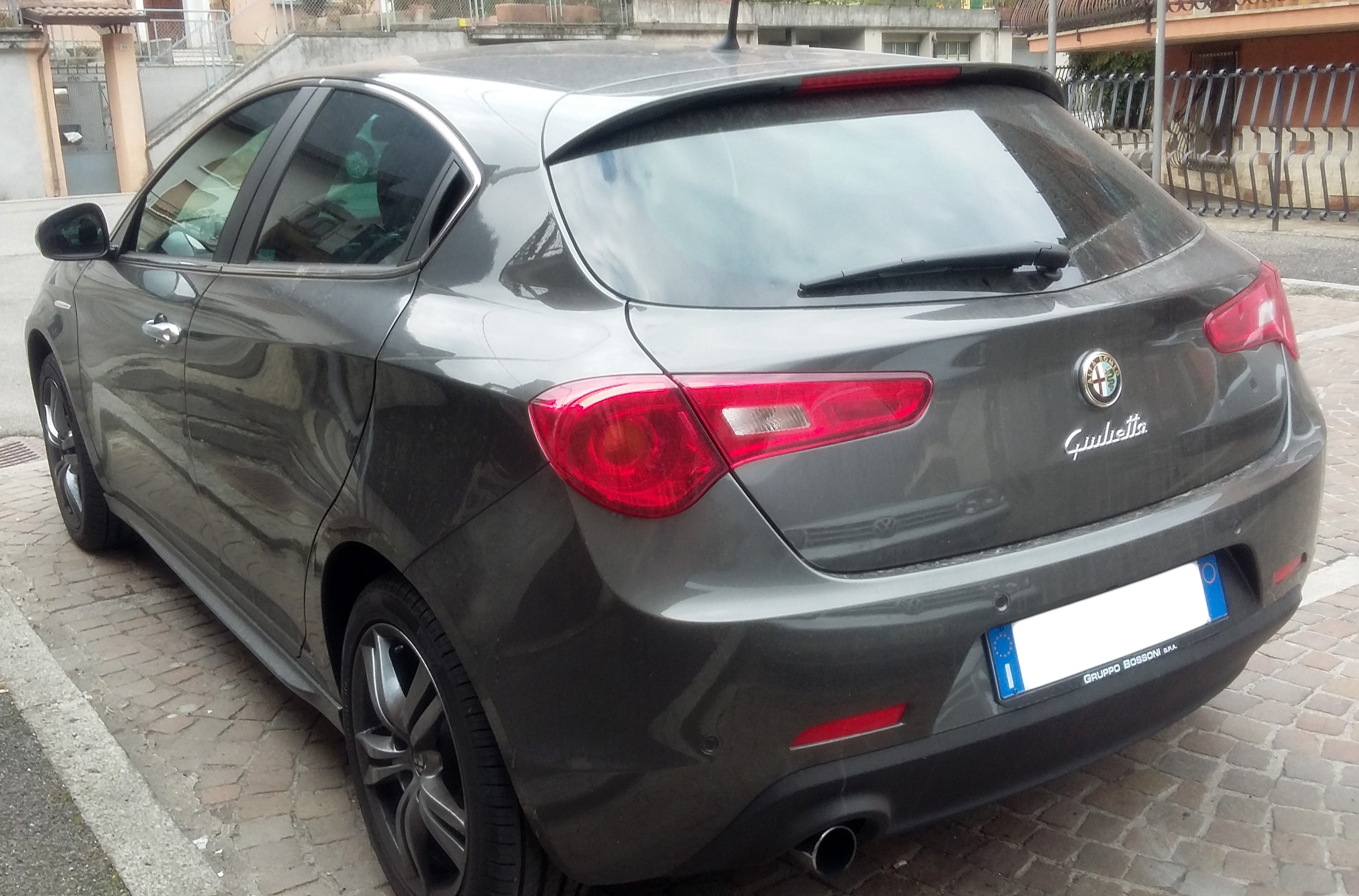
Alfa Romeo Giulietta, задний

Giulietta построена на абсолютно новой и современной платформе Compact. Архитектура разработана Fiat Group с цель стать лучшей в своём классе в отношении управляемости в целом, отклика рулевого управления, соотношения рабочих характеристик и массы, комфорта в поездке, высоких NVH-характеристик («шум, вибрация, жесткость»), безопасности (активной и пассивной) и климатического комфорта.

## Безопасность
В тесте Euro NCAP Giulietta получила высшую оценку 5 звёзд с суммарными баллами 87/100.
| Euro NCAP                                                    | Euro NCAP | Euro NCAP | Euro NCAP             |
| ------------------------------------------------------------ | --------- | --------- | --------------------- |
| · общий рейтинг                                              |           |           |                       |
| 97%                                                          | 85%       | 63%       | 86%                   |
| взрослый пассажир                                            | ребёнок   | пешеход   | активная безопасность |
| Протестированная модель: Alfa Romeo Giulietta 1.6 JTD (2010) |           |           |                       |

В базовую комплектацию всех модификаций входят самые прогрессивные системы помощи водителю:
- ABS (Anti-lock Brake System — система антиблокировки тормозов) — предотвращает блокировку колес при торможении, повышая эффективность торможения. ABS избавляет водителя от необходимости постоянно контролировать тормозное усилие на педали во избежание блокировки.
- EBD (Electroniс Brakeforce Distribution — Система электронного распределения тормозных сил) — интегрированная в ABS, отвечает за распределение тормозных сил между передними и задними колесами в зависимости от условий сцепления c дорогой каждого из колес.
- HBA (Hydraulic Brake Assist — система динамической поддержки торможения) — помогает водителю в ситуации непредвиденного торможения. HBA постоянно контролирует скорость нажатия педали тормоза. В случае необходимости резкого торможения система за доли секунды увеличивает прогрессирующее усилие от педали, создавая максимальное давление в тормозном приводе, сокращая, тем самым, тормозной путь автомобиля.
- ASR (Anti Slip Regulation — антипротивобуксовочная система) — контролирует уровень проскальзывания ведущих колес автомобиля в процессе разгона. В случае проскальзывания система уменьшает обороты двигателя, пока не сократится разница в скорости и не восстановится сцепление ведущих колес с дорогой.
- MSR (Modulate System Regulation — система управления торможения двигателем) — предотвращает блокировку колес при резком торможении на передаче. Функция MSR противоположна ASR: при резком торможении повышаются обороты двигателя, препятствуя, таким образом, блокировке колес.
- VDC (Vehicle Dynamic Control — система курсовой устойчивости) — отвечает за динамический контроль устойчивости автомобиля. На основе получаемых данных система сравнивает траектории, желаемую водителем и реально проходимую. Если разница между вариантами превышает допустимый предел, система регулирует силу торможения на каждом из колес, а также уменьшает или увеличивает крутящий момент, что приводит к стабилизации движения автомобиля.
- Hill Holder — система, интегрированная в VDC, помогает водителю при трогании автомобиля под уклоном. Во время старта на подъёме, со включенной первой передачей и нажатыми педалями сцепления и тормоза, Hill Holder автоматически включается. После того, как педаль тормоза отпущена, в передних тормозных механизмах в течение 1,5 секунд поддерживается давление, что облегчает водителю старт. На наклонных спусках со включенной первой передачей система Hill Holder не активизируется. При включении задней передачи и движении задним ходом алгоритм работы Hill Holder обратный.
- DST (Dynamic Steering Torque — регулировка крутящего момента рулевого управления)
- Q2 (разработанный Alfa Romeo дифференциал повышенного трения) — специальная система, которая взаимодействует с ASR,VDC и DST, направленная на повышение устойчивости на не ровной дороге, улучшает сцепление с трассой и устойчивость в поворотах, контролируя при этом избыточную или недостаточную поворачиваемость, а также поглощает вибрации рулевого колеса.
- D.N.A. (Система интеллектуального управления)
- Пассивная безопасность — активный подголовник второго поколения, предотвращающий хлыстовую травму; трехточечные ремни безопасности c двойными преднатяжителями и ограничителями нагрузки; травмобезопасные педальный узел и рулевая колонка; 6 подушек безопасности; FPS (Fire Prevention System — Бортовая противопожарная система) — автоматически прерывает подачу топлива в случае столкновения, при этом сводится к минимуму риск пожара.

Alfa Romeo Giulietta 2010 года была задействована в качестве сейфти-кар на Superbike World Championship 2010, заменив в этой роли Alfa Romeo 159.

## Рекламная кампания
В рекламной кампании новой Giulietta была задействована американская киноактриса Ума Турман.
Ролик полностью снят в США рекламной компанией Leo Burnett Worldwide, работающей с крупнейшими компаниями мира, такими как международная табачная компания Philip Morris, производитель напитков Coca-Cola, всемирная платежная система VISA, сеть ресторанов фастфуда McDonald’s и многие другие.